# Butte (Nebraska)
Butte è un comune degli Stati Uniti d'America, situato nello Stato del Nebraska, nella contea di Boyd, della quale è il capoluogo.